# 库尔德斯坦工人共产党
库尔德斯坦工人共产党（羅馬化：Hizbi Komonisti Krekari Kurdistan）是伊拉克库尔德斯坦的一个激进左翼政党。该党成立于2008年，前身是伊拉克工人共产党在伊拉克库尔德斯坦的分支。该党的意识形态是马克思主义、工人共产主义（伊朗马克思主义理论家曼苏尔·赫克马特提出的一种思想）。该党的主席是奥斯曼·哈吉·马鲁夫。